# Iphigénie en Tauride (Campra)
Pour les articles homonymes, voir Iphigénie en Tauride.
Iphigénie en Tauride est une tragédie en musique en cinq actes et un prologue, commencée par Henry Desmarest, aux environs de 1696, sur un texte de Joseph-François Duché de Vancy. Obligé de quitter la France pour la Belgique, puis l'Espagne, il laissa l'œuvre inachevée.
Elle fut achevée par André Campra avec le concours d'Antoine Danchet. On doit à Campra le prologue entier, la plus grande partie de l'acte V, deux airs du Ier acte, un air du IIe et du IIIe acte, deux airs du IVe acte.

## Distribution
| Rôles                           | Typologies vocales             | Première, le 6 mai 1704        |
| ------------------------------- | ------------------------------ | ------------------------------ |
| Iphigénie                       | dessus (soprano)               | Mlle Desmatins                 |
| Diane                           | bas-dessus (contralto)         | Mlle Maupin (Julie d'Aubigny)  |
| Électre                         | dessus                         | Mlle Armand                    |
| Oreste                          | basse-taille (basse chantante) | Gabriel-Vincent Thévenard (en) |
| L'Ordonnateur des Jeux, L'Océan | basse-taille                   | Charles Hardouin               |
| Pylade                          | haute-taille (ténor)           | Michel Poussin                 |
| Triton                          | haute-contre                   | Pierre Chopelet                |
| Thoas                           | basse                          | Jean Dun (père)                |
| Diane                           | dessus                         | Mlle Desmatins                 |
| Isménide                        | dessus                         | Mlle Bataille                  |
| Un Habitant de Délos            | haute-contre                   | Jean Boutelou                  |
| le Grand Sacrificateur          | haute-contre                   | Jean-Louis Mantienne           |

## Discographie
- Hervé Niquet / Le Concert spirituel, Iphigénie en Tauride de Henry Desmarest et André Campra. 2 CD Alpha 2024. Diapason d’or

## Sources et notes
1. ↑  Poussin, qui mourrait tout jeune quelque temps après ((en) Pitou, Spire, The Paris Opéra. An Encyclopedia of Operas, Ballets, Composers, and Performers – Genesis and Glory, 1671-1715, Greenwood Press, Westport/London, 1983,  (ISBN 0-313-21420-4), article: "Poussin, Mme", p. 295) , avait été engagé par l'Académie Royale de Musique comme haute-taille (tenor-baryton), mais le rôle de Pylade qui fut créé par lui dans cette tragédie lyrique, deviendrait ensuite l’apanage des plus grandes hautes-contre du siècle (Le Magazin de l'opéra baroque, pages: « Iphigénie en Tauride » et « Cassandre »)

- Le magazine de l'opéra baroque